# クリストフ・コッホ

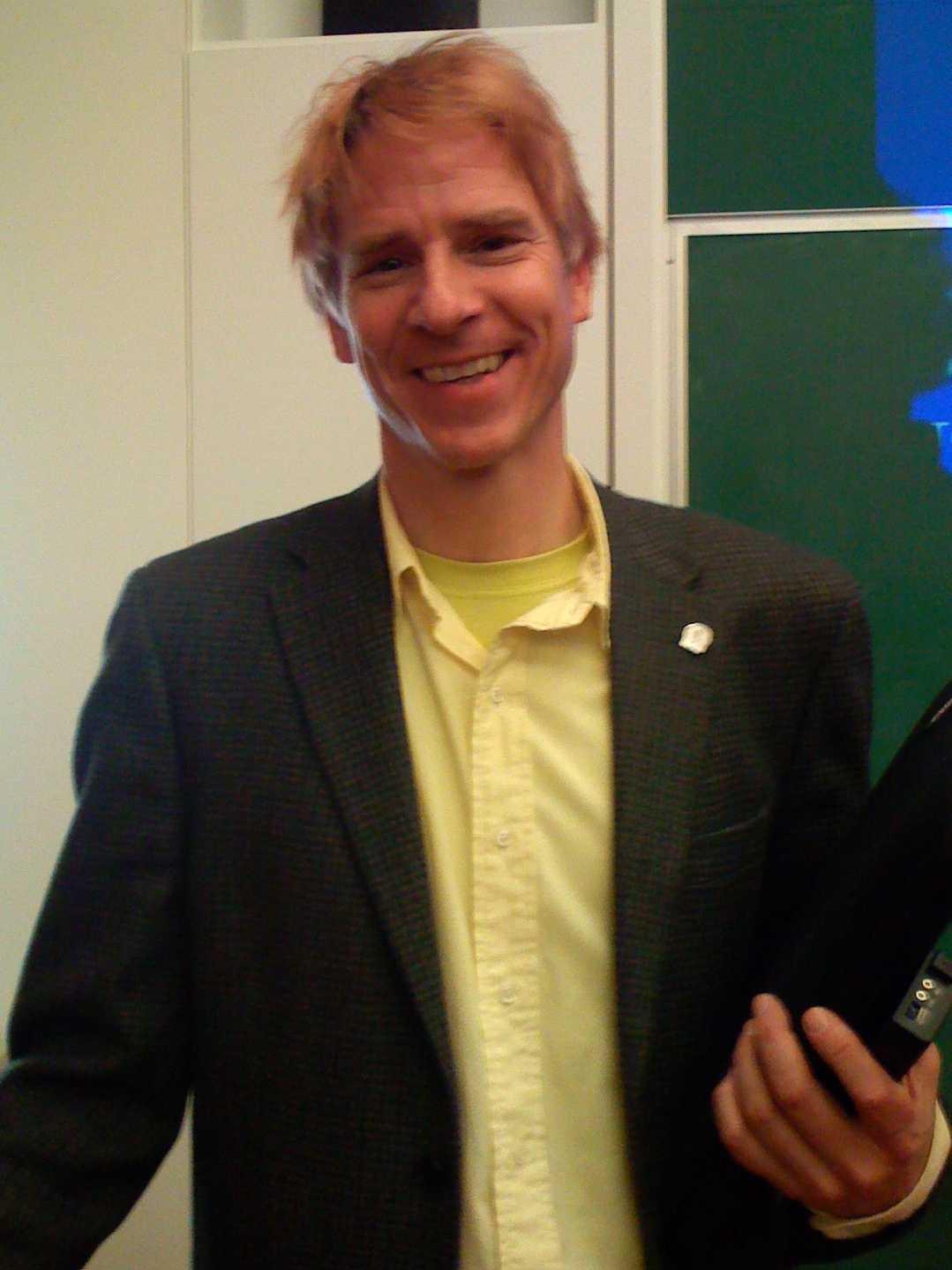
クリストフ・コッホ(2008年)

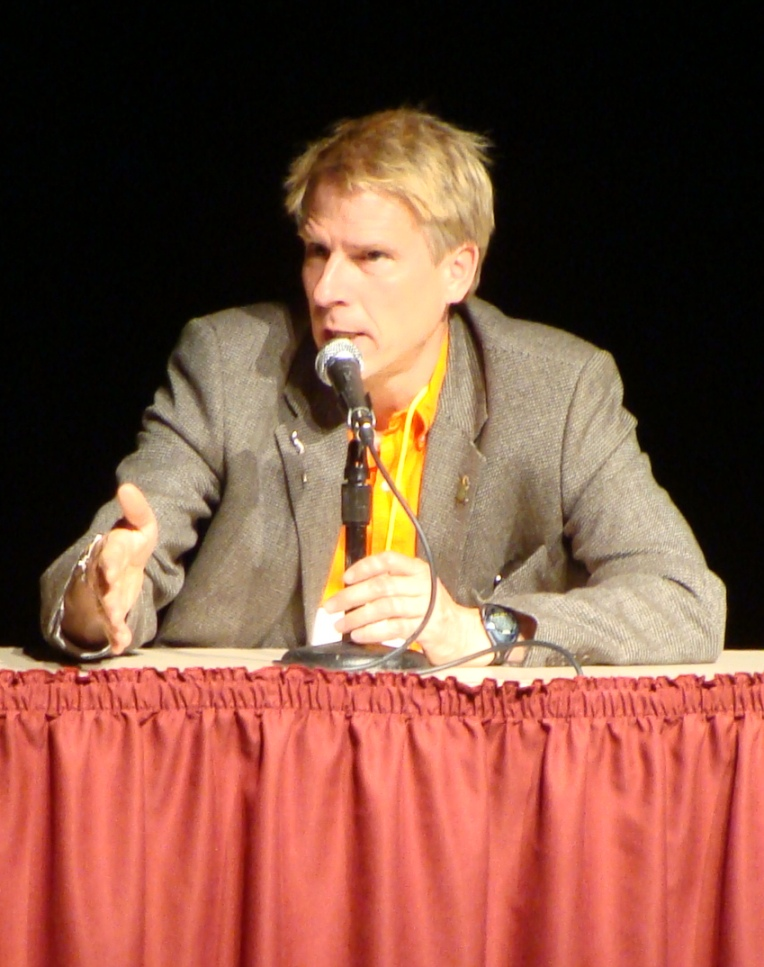
クリストフ・コッホ。2008年アリゾナで開催されたツーソン会議での討論の様子

クリストフ・コッホ（Christof Koch, 1956年11月13日 - ）はアメリカ合衆国の神経科学者。元カリフォルニア工科大学教授。アレン脳科学研究所 Chief Scientific Officer。

## 略歴
1956年、アメリカに赴任中のドイツ人外交官の息子として、ミズーリ州カンザス・シティで生まれる。その後、外交官である父親の転勤に連れられる形で様々な国を移動。オランダのアムステルダム、ドイツのボン、モロッコのラバト、カナダのオタワと引越しを繰り返しながら幼少時代をすごす。1974年にモロッコの高等学校リセ・デカルトを卒業し、フランス国のバカロレアを取得。1974年からドイツのテュービンゲン大学大学で、物理学と哲学を学び始め、1980年に同校で修士号（物理学）を取得。1982年にはドイツのマックス・プランク研究所で PhD（物理学）を取得。その後アメリカに渡り、1986年まで四年間、MITの人工知能研究所および脳・認知科学部門でポスドク。1986年よりカリフォルニア工科大学で教授。2011年3月よりアレン脳科学研究所の Chief Scientific Officer となり、活動の基盤をカリフォルニア工科大学からアレン脳科学研究所に移した。
1990年頃より、意識の問題は神経科学が扱うべき問題だと主張している。フランシス・クリックとの共同研究が知られている。Association for the Scientific Study of Consciousness という国際学会の主催者でもある。興味深いことに、コッホは、フランシス・クリックから意識研究はキャリアを危険にさらす可能性があると忠告されたことがあるとされる。

## その他
- コッホはAppleが販売しているMacintoshの熱烈なファン（マカー）で、ホームページでも「マックは20世紀中で最も美しく優雅な人工物だ」と絶賛している。自身の右肩にはアップルのロゴマークをタトゥーまでしているほど(画像)。しかし彼の妻はタトゥーには反対の立場であるため、旅先で断りなくコッソリ入れてきたらしい。ちなみに彼の息子はタトゥーを入れることには賛成だが、企業のロゴを彫ることはあまり格好いいことだとは考えていないとのこと[3]。
- コッホは色好きでも知られている。自身のホームページでも "I love colour(僕は色を愛してる)"と書いているように[4]、実際、服装、髪、研究室のインテリア(画像)などにおいてしばしば彩度の高い派手な色を用いている。髪の毛をオレンジ色(画像)や赤色(画像)に染めていた時期もある。

## 著書
- "Biophysics of Computation: Information Processing in Single Neurons", Oxford U. Press, (1999), ISBN 0195181999
- "The Quest for Consciousness: a Neurobiological Approach", Roberts and Co., (2004), ISBN 0974707708
  - （邦訳）『意識の探求―神経科学からのアプローチ』 土谷尚嗣訳、金井良太訳、 岩波書店（2006年）（上巻:ISBN 4000050532 下巻:ISBN 4000050540）。訳者である土谷の作ったページで、書籍の内容の一部を下見できる（写真もあり）。